# Островно (озеро, Бешенковичский район)
Остро́вно (бел. Астро́ўна) — озеро в Бешенковичском районе Витебской области в бассейне реки Островница (приток Западной Двины).

## Описание
Озеро Островно располагается в 27 км к северо-востоку от городского посёлка Бешенковичи, неподалёку от агрогородка Островно. Высота над уровнем моря — 131,6 м.
Площадь поверхности озера составляет 0,42 км², длина — 1,54 км, наибольшая ширина — 0,54 км. Длина береговой линии — 4,5 км. Наибольшая глубина Островно достигает 18,1 м, средняя составляет 5,1 м. Объём воды в озере — 2,16 млн м³. Площадь водосбора — 10,2 км².
Котловина озера ложбинного типа, вытянута с северо-запада на юго-восток. Склоны котловины умеренно крутые, высотой до 15 метров. Береговая линия слабоизвилистая. Берега высокие, на юго-западе сливаются со склонами котловины.
Подводная часть котловины корытообразной формы. Литоральная зона узкая шириной 10—25 м, местами до 50 м. Глубины до 2 м занимают около 17 % площади. Литораль и верхняя часть сублиторальной зоны (до глубин 3—3,5 м) сложены из песков. Глубже — илистый песок и опесчаненный и высокозольный глинистый ил. На озере три острова общей площадью 1,8 га.
Минерализация воды достигает 230 мг/л, прозрачность — 2,1 м. Озеро эвтрофное, слабопроточное. Вытекает ручей в озеро Долгое. Впадают небольшие ручьи.
Водоём зарастает до глубины в 3,5 м. Ширина полосы прибрежной растительности достигает местами 35 метров.
В озере обитают лещ, щука, окунь, плотва, краснопёрка, карась и другие виды рыб.